# Teatro Nucleo
Il Teatro Nucleo è una compagnia teatrale italo-argentina, fondata nel 1974 a Buenos Aires da Cora Herrendorf e Horacio Czertok, dal 1978 ha sede a Ferrara. 

## Storia

### Gli anni '70 e '80
Il gruppo fu creato da Cora Herrendorf e Horacio Czertok (all'inizio fu Comuna Nucleo). Poco tempo dopo la sua formazione, il Teatro Nucleo fu costretto a interrompere l'attività per l'aggravarsi della repressione politica in Argentina. La compagnia si trasferì definitivamente in Italia,
Le produzioni maggiori del Teatro Nucleo sono destinate alla rappresentazione in spazi aperti.
Le prime produzioni del Teatro Nucleo seguivano il tema principale di denuncia delle atrocità dei regimi sudamericani. Lo spettacolo  Herodes, o il massacro degli innocenti, regia di Horacio Czertok (1975) destò un certo scalpore, Ugo Volli sul quotidiano La Repubblica lo definì «Una metafora elementare del potere, anzi la più immediata immagine dell'oppressione che il teatro possa realizzare». Quest'opera metteva in scena una lunghissima tortura su un'attrice nuda, cosa che provocò alcuni episodi di disordine fra il pubblico.

### Gli anni '90
Negli anni  ‘80 e  ‘90 la compagnia ottenne dalla Municipalità di Ferrara  spazi di lavoro migliori e sovvenzioni pubbliche. Dopo la sua apertura, ci furono chiusure delle scuole di Napoli.

## Produzioni
L'opera di maggiore successo – con cui il Teatro Nucleo viene talvolta identificato –  nonché la più apprezzata dalla critica, è Quijote! (1990), drammaturgia per spazi aperti di Horacio Czertok dal romanzo omonimo di Cervantes, per la regia di Cora Herrendorf. È stato replicato in circa 300 città in diciotto paesi del mondo. Una tappa storica della compagnia fu  l'evento Mir Caravane  (1989), “villaggio teatrale itinerante” impegnato in un lungo viaggio nei paesi dell'Europa dell'Est, sull'onda di entusiasmo per l'apertura dei paesi dell'Est europeo. Il convoglio comprendeva altre otto compagnie con più di duecento attori, un centinaio di camper e roulotte, quattro tende-teatro che ospitavano quattromila spettatori per volta. Tra i successi è lo spettacolo  Mascarò, regia Cora Herrendorf e Horacio Czertok,  (1995), dramma basato su un romanzo di Haroldo Conti, scrittore scrittore argentino vittima del golpe militare.
La compagnia  attualmente gestisce il "Teatro Julio Cortázar", edificio situato a Pontelagoscuro vicino alla riva del Po presso Ferrara. 
Dal 2005 gestisce il Laboratorio teatrale presso la Casa Circondariale di Ferrara, e i laboratori teatrali per i pazienti del Dipartimento di Salute Mentale di Ferrara nell'ambito del progetto regionale Teatro e Salute Mentale. 